# Hilda Lini

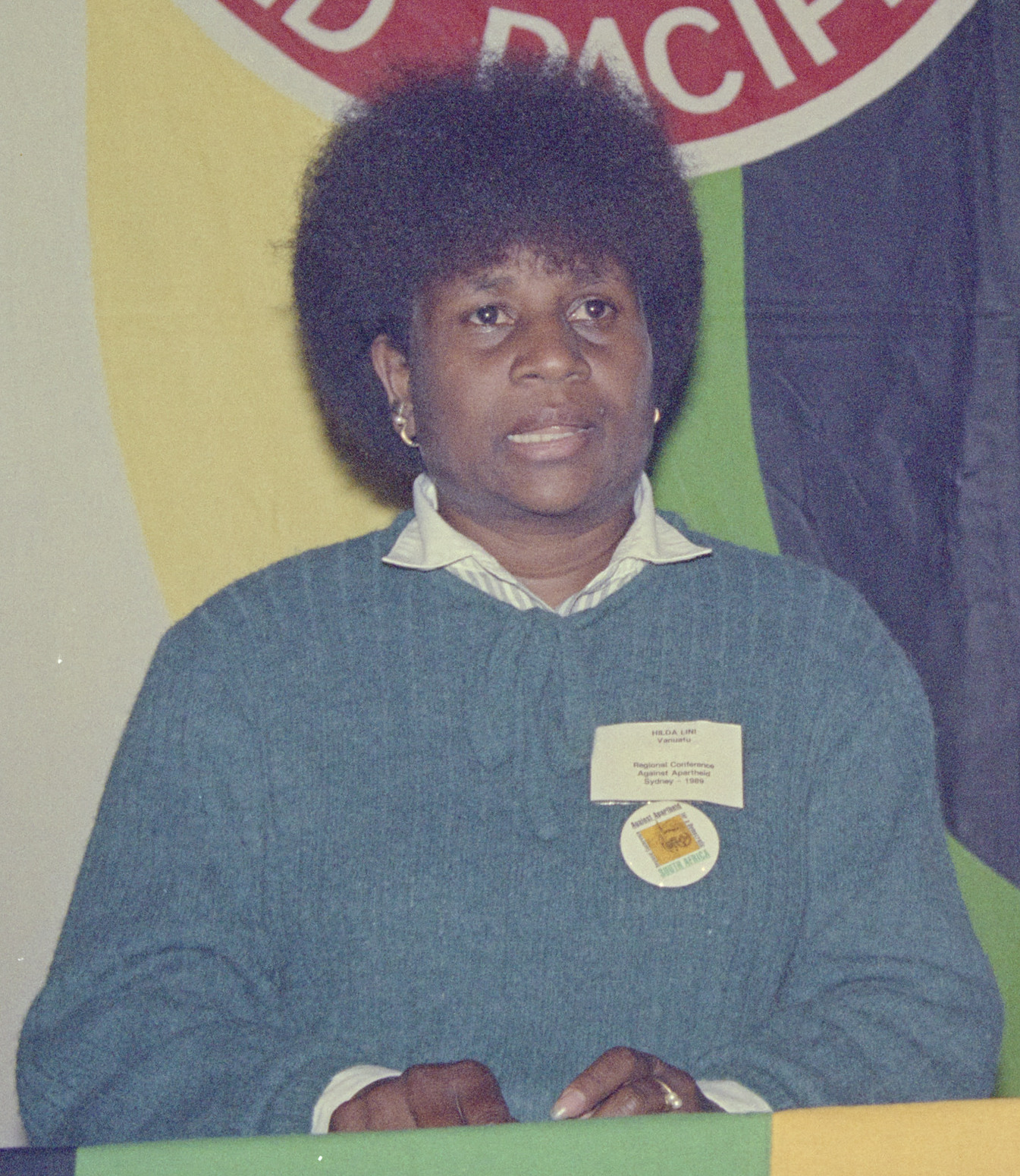
Hilda Lini 1989

Motarilavoa Hilda Lini (geboren 7. September 1954; gestorben 25. Mai 2025 in Port Vila) war eine Politikerin (Vanua’aku Pati) und Journalistin aus Vanuatu.

## Werdegang
Lini war Häuptling der Turaga von der zu Vanuatu gehörenden Pentecost-Insel.
Bereits 1970, im Alter von 17 Jahren, als sie noch die britische Secondary School besuchte, begann Lini sich in der New Hebridean Cultural Association zu engagieren, der späteren Vanua’aku Pati. In den Ferien half sie ihrem Bruder Walter Hadye Lini in der Parteizeitung Vanua'aku Viewpoints aus. 1973/1974 nahm sie an Studentenprotesten teil und ging später in die Landeshauptstadt Port Vila. 1975 gewann die Vanua'aku Pati die ersten Wahlen in dem britisch-französischen Kondominium Neue Hebriden. Im Februar 1976 wurde Hilda Lini in Nachfolge ihres Bruders vom Parteikongress zur neuen Redakteurin der Vanua'aku Viewpoints gewählt. 1977 wurde sie zudem Koordinatorin des Parteiprogramms zur Mobilisierung der Frauen für die Unabhängigkeitsbewegung. Außerdem half sie beim Jugendprogramm, so organisierte man Demonstrationen für das Wahlrecht ab 18 Jahren.
1979 studierte Lini Journalismus mit Hilfe eines Stipendiums des Australian Council of Churches an der University of Papua New Guinea. Sie schloss das Studium mit einem Bachelor of Arts ab. Im September 1979 unterbrach sie ihr Studium, um an den Wahlen teilzunehmen. Sie traf als Frau auf viel Widerstand, auch weil sie die Schwester von Walter Hadye Lini war, des späteren ersten Premierministers von Vanuatu. Hilda Lini zog ihre Kandidatur freiwillig zurück. In folge wurde aber keine einzige Frau für die Parlamentswahlen mehr aufgestellt. Hilda Lini nahm ihr Studium wieder auf und kehrte nur für den Wahlkampf nochmal im November nach Vanuatu zurück. Die Widerstände waren auch ein Grund dafür, dass sie nach dem Wahlsieg der Vanua'aku Pati keinen Regierungsposten in der Regierung erhielt.
Nach ihrem Studium gründete Hilda Lini im Januar 1980 eine Zeitung, die Nasiko (deutsch Eisvogel). Sie verstand das Blatt als Wachhund und kritisierte darin sowohl ihre Partei als auch die Regierung ihres Bruders. Themen, wie Umweltschutz, Frauenrechte und Entwicklungspolitik waren ihr wichtig. Sechs Monate später musste die Zeitung aus finanziellen Gründen schließen. Die meisten Einnahmen stammten von französischen Firmen, die Werbeanzeigen schalteten, diese aber mit zunehmender Debatte über die Unabhängigkeit einstellten. Im Juli 1980 wurde Vanuatu unabhängig. Noch 1991 kritisierte Lini die Nähe der staatlichen Medien zur Regierung.
1982 suchte die South Pacific Commission (SPC) eine Leiterin für ihr Frauenprogramm. Lini war zu dieser Zeit Vizepräsidentin des Nationalen Frauenrates, bei der YWCA, dem Pacific Council of Churches und der Bewegung Nuclear Free and Independent Pacific NFIP. Sie bewarb sich bei der SPC und wurde die erste Vanuatuerin, die eine leitende Stellung bei einer internationalen Organisation erhielt. Sie gründete das South Pacific Commission Women's Bureau in Nouméa, der Hauptstadt des französischen Neukaledonien. Frankreich hatte Schwierigkeiten mit Lini, da sie bereits zuvor die Unabhängigkeitsbewegung Neukaledoniens (ebenso wie jene in Westpapua und Osttimor) unterstützte als auch gegen die Atomwaffenversuche im Pazifik kämpfte. Lini blieb bis 1986, musste dann aber gehen, nachdem sie bei einem UN-Frauenforum in Nairobi die Forderung nach einem Atomwaffenteststopp in einer Rede ansprach.
Nach ihrer Rückkehr nach Vanuatu wurde sie im November 1987 als erste Frau in das Parlament von Vanuatu gewählt, sieben Jahre nach der Unabhängigkeit des Inselstaates. Bis 1998 vertrat sie dort die Landeshauptstadt Port Vila, und zwar in der ersten Legislatur bis 1991 für die Vanua'aku Pati, dann für die National United Party (NUP).
1990 wurde Lini Herausgeberin des vanuatuischen Hochglanzmagazins Pacific Island Profile, dass im Jahr darauf mangels Werbeeinnahmen wieder eingestellt werden musste.
Von 1991 bis 1995 war Lini Ministerin für ländliche Wasserversorgung und Gesundheit. 1993 war sie zudem amtsführende Ministerin für Außenangelegenheiten und Tourismus und von Oktober bis November 1996 Ministerin für Justiz, Kultur und Frauen. In diesem Amt folgte ihr noch 1996 ihr Bruder, der ehemalige Premierminister Walter Hadye Lini. Hilda Lini verließ danach die NUP ihres Bruders und gründete ihre eigene Partei, die Tu Vanuatu kominiti. Ein weiterer Bruder, Ham Lini, war von 2004 bis 2008 Premierminister.
Lini spielte eine zentrale Rolle bei der Entscheidung der Weltgesundheitsorganisation (WHO), eine Anfrage bezüglich des rechtlichen Status von Nuklearwaffen an den Weltgerichtshof zuzulassen.
Von 2000 bis 2004 war Hilda Lini Direktorin des Pacific Concerns Resource Center, des 1980 gegründeten Büros der Bewegung Nuclear Free and Independent Pacific (NFIP).
Bei den Parlamentswahlen 2012 kandidierte Lini erneut erfolglos für die Partei Universal Ethnic System. 2019 folgte die Kandidatur für die neue Leleon Vanua Democratic Party (LVDP).

## Auszeichnungen
Aufgrund ihres Engagements gegen Nuklearwaffen erhielt Hilda Lini 1993 den Sean MacBride Peace Prize und 2005 in Oslo den Nuclear-Free Future Award.
2014 wurde Lini vom Präsidenten des inzwischen unabhängigen Osttimors Taur Matan Ruak die Insígnien des Ordem de Timor-Leste verliehen. Wie Barak Sopé, der zweite Vanuatuer der ausgezeichnet werden sollte, konnte sie den Orden bei der Zeremonie am 30. August nicht persönlich entgegennehmen, da das Außenministerium Vanuatus die Reisedokumente nicht rechtzeitig zur Verfügung stellte.